# Can Vinyers
Can Vinyers és un conjunt de Matadepera (Vallès Occidental) protegit com a Bé Cultural d'Interès Local.

## Descripció
Conjunt situat en un gran recinte tancat. Si bé a l'interior de la parcel·la hi ha diverses edificacions construïdes amb posterioritat, els edificis del mas són dos, situats molt a prop l'un de l'altre i sense estar annexats. Un d'ells, proper al carrer dels Lledoners, és de planta rectangular, amb planta baixa, pis i coberta de teula àrab de dos aiguavessos amb carener perpendicular a la façana principal.
Tant la façana principal com la posterior mantenen la mateixa composició simètrica: planta baixa amb una gran obertura d'arc de mig punt amb una finestra al costat i dues finestres més al pis superior, totes elles rectangulars i amb emmarcament. Els dos laterals presenten una sèrie de finestres rectangulars de diverses dimensions i amb emmarcament. Un d'ells, a més, té una galeria a la planta baixa formada per arcades d'arc de mig punt, també emmarcades. El parament d'aquesta construcció està arrebossat i pintat.
L'altre edifici, més proper al carrer de Pompeu Fabra, és de planta rectangular, planta baixa, pis i coberta de dos aiguavessos amb carener perpendicular a la façana principal. El ràfec presenta una filada d'imbricacions semblants a les escates de peix. La seva façana principal, que dona a l'altra construcció del conjunt ja descrita, té quatre eixos de composició vertical. A la planta baixa hi ha dues finestres rectangulars amb emmarcament i el portal d'accés, d'arc de mig punt i adovellat amb grans blocs de pedra. Al pis superior hi ha quatre obertures rectangulars: dues finestres amb emmarcaments senzills i dues obertures amb llinda i brancals esglaonats de pedra, una de les quals s'obre a un balcó individual format per una llosana de pedra i baranes de ferro forjat.
Les façanes laterals compten amb una sèrie d'obertures rectangulars amb emmarcaments senzills. Destaca una finestra amb les mateixes característiques que algunes de les de la façana principal, amb ampit, llinda i brancals esglaonats de pedra.
Un dels finestrals d'aquesta masia presenta la data gravada de 1594 a la llinda. El parament d'aquesta construcció està arrebossat i pintat.
El conjunt encara conserva el mur de pedra vista que el tancava originàriament, així com un molí de vent. Associada a la masia hi havia forns de calç, ja desapareguts, i la font de Can Vinyers, que fou un punt de trobada social i cultural durant la primera meitat del segle xx.

## Història
Les primeres referències documentals d'aquest mas es troben a l'Speculo de Sant Llorenç del Munt, on apareix com a mas Vinyés el 1426. Si bé Miquel Ballbé accepta la data de la llinda d'un dels finestrals (1594) com als orígens de la masia, l'Speculo ja la cita al segle XV.
Actualment, el conjunt forma part del complex del camp de golf municipal projectat el 1991. La masia s'ha convertit en un restaurant i les antigues terres de conreu en el camp de golf.
Des del 2013 s'han realitzat diverses accions per a una futura restauració.